# Gouvernement Sandler
Gouvernement du royaume de Suède
Branting III Ekman I
Le gouvernement Sandler est à la tête du royaume de Suède de janvier 1925 à juin 1926.

## Histoire
Le ministre d'État Hjalmar Branting, gravement malade, démissionne le 24 janvier 1925 (il meurt un mois plus tard). Son ministre du Commerce extérieur Rickard Sandler lui succède et forme un nouveau gouvernement social-démocrate, composé des mêmes ministres que celui de Branting.
Sandler est mis en minorité devant le Riksdag sur la question des indemnités de chômage. Il démissionne le 7 juin 1926.

## Composition
- Ministre d'État : Rickard Sandler
- Ministre des Affaires étrangères : Östen Undén
- Ministre de la Justice : Torsten Nothin
- Ministre de la Défense : Per Albin Hansson
- Ministre des Affaires sociales : Gustav Möller
- Ministre des Communications : Viktor Larsson
- Ministre des Finances : Fredrik Vilhelm Thorsson jusqu'au 5 mai 1925, puis Ernst Wigforss à partir du 8 mai 1925
- Ministre des Affaires ecclésiastiques : Olof Olsson
- Ministre de l'Agriculture : Sven Linders
- Ministre du Commerce extérieur : Rickard Sandler jusqu'au 27 février 1925, puis Carl Svensson
- Ministre sans portefeuille : Karl Levinson
- Ministre sans portefeuille : Ernst Wigforss jusqu'au 8 mai 1925, puis Karl Schlyter